# أرايا دي أوكا
بلدية أرايا دي أوكا (بالإسبانية: Arraya de Oca)، هي إحدى بلديات مقاطعة برغش، التي تقع في منطقة قشتالة وليون، والتي تقع في شمال غرب إسبانيا.
يبلغ عدد سكانها 58 نسمة وفقاً لإحصائية سنة (2002).